# 埃及雁属
埃及雁屬是雁形目鴨科下的一個屬。本屬與麻鸭属的關係可能需再進一步釐清。

## 下屬物種
本屬現存僅一種物種，並有兩個已滅絕物種：
- 埃及雁 Alopochen aegyptiaca (Linnaeus, 1766)
- †模里西斯雁 Alopochen mauritiana (Newton, E & Gadow, 1893)
- †留尼旺雁 Alopochen kervazoi (Cowles, 1994)